# Kostas Mawridis (polityk)
Kostas Mawridis, gr. Κώστας Μαυρίδης (ur. 27 maja 1962 w Kato Dikomo) – cypryjski polityk i ekonomista, poseł do Parlamentu Europejskiego VIII, IX i X kadencji.

## Życiorys
Po ukończeniu szkoły średniej i odbyciu służby wojskowej kształcił się w Stanach Zjednoczonych. Studiował rachunkowość i finanse, uzyskując stypendium Programu Fulbrighta. Uzyskał magisterium z ekonomii na Rutgers University i doktorat z zarządzania na University of Houston. Pracował jako konsultant w krajowych i zagranicznych przedsiębiorstwach, a także w resorcie pracy i cypryjskim parlamencie. Został również publicystą ekonomicznym i komentatorem w sprawach gospodarczych. Dołączył do Partii Demokratycznej, wchodząc w skład jej zarządu.
W wyborach w 2014 Kostas Mawridis z ramienia swojego ugrupowania uzyskał mandat eurodeputowanego VIII kadencji. W PE dołączył do frakcji Postępowego Sojuszu Socjalistów i Demokratów. Z powodzeniem ubiegał się o reelekcję w 2019 i 2024.